# Championnat de France de belote
 (juin 2013).
Si vous disposez d'ouvrages ou d'articles de référence ou si vous connaissez des sites web de qualité traitant du thème abordé ici, merci de compléter l'article en donnant les références utiles à sa vérifiabilité et en les liant à la section « Notes et références ».
Le championnat de France de belote est un championnat qui sert à désigner le meilleur joueur de belote en France. Se sont illustrés pour la cinquième fois consécutive, Franck Weingartner et Xavier Marchand. Mais la paire menée par Guillaume Delautre et Imed Boudoucha de par leur technique de jeu risque de reprendre la tete ce Samedi 1 Avril 2017,lors du world master de Saint pol sur mer. Les meilleurs joueurs du moment seront présents ce jour. A noter la présence exceptionnelle de Yannick Fasquel "L'As de Bavière" récemment médaillé lors du tournoi de L.A. 

## Organisation
Le championnat est organisé par la Fédération française de belote (FFB) regroupant les meilleurs joueurs français métropolitains et des DOM/TOM.

## Éditions
La première édition du championnat de France de belote s'est tenue en 2006, l'équipe de Guadeloupe en fut vainqueur. En 2011, le championnat est de nouveau gagné par une équipe de Guadeloupe avec un total de 17 940 points devant celle de Mantes-la-Ville avec 17 733  points.